# Меньково (Ленінградська область)
Меньково (рос. Меньково) — присілок у Гатчинському районі Ленінградської області Російської Федерації.
Населення становить 530 осіб. Належить до муніципального утворення Кобринське сільське поселення.

## Географія
Населений пункт розташований на південній околиці міста Санкт-Петербурга.

## Історія
Згідно із законом від 16 грудня 2004 року № 113—оз належить до муніципального утворення Кобринське сільське поселення.

## Населення
| 1838 | 1848 | 1862 | 1928 | 1958 | 1997 | 2002 |
| ---- | ---- | ---- | ---- | ---- | ---- | ---- |
| 193  | ↘164 | ↘147 | ↗276 | ↗518 | ↗577 | ↗598 |
| 2007 | 2010 | 2014 | 2017 |      |      |      |
| ↘555 | ↘535 | ↗565 | ↘530 |      |      |      |